# Zierliches Widertonmoos
Das Zierliche Widertonmoos (Polytrichum longisetum, Syn.: Polytrichastrum longisetum) kommt nur in mäßig bis stark sauren, trockenen bis nassen Mooren zwischen Sphagnum-Torf, oder selten auf morschem Holz oder auf Erde vor. Es handelt sich um ein konkurrenzschwaches Pioniermoos, das besonders Torfabbauflächen und offene Hochmoorbereiche besiedelt. Typische Begleitmoose sind das Steifblättrige Frauenhaar (Polytrichum strictum), das Goldene Frauenhaarmoos (Polytrichum commune) und das Trügerische Torfmoos (Sphagnum fallax).

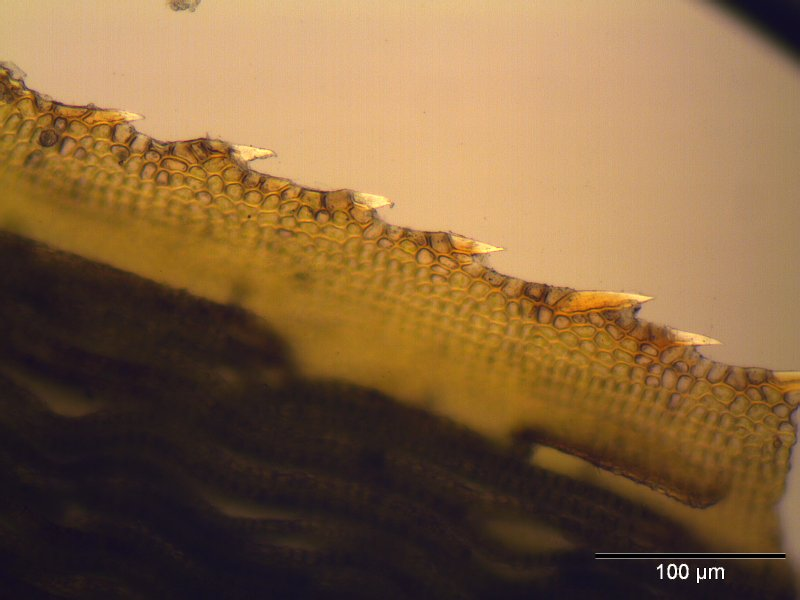
Blattrand des Zierlichen Widertonmooses (Vergrößerung: 250×)

Es kann mit dem Schönen Widertonmoos (Polytrichastrum formosum) verwechselt werden, das (neben anderen Standortansprüchen) jedoch kleinere Laminazellen besitzt, einen schmaleren Blattrand aufweist und zylindrisch-rechteckige Kapseln ausbildet. Die Blattränder des Zierlichen Widertonmooses sind zudem mit charakteristischen Zähnen versehen (siehe Abbildung).